# قوس النصر (اللاذقية)

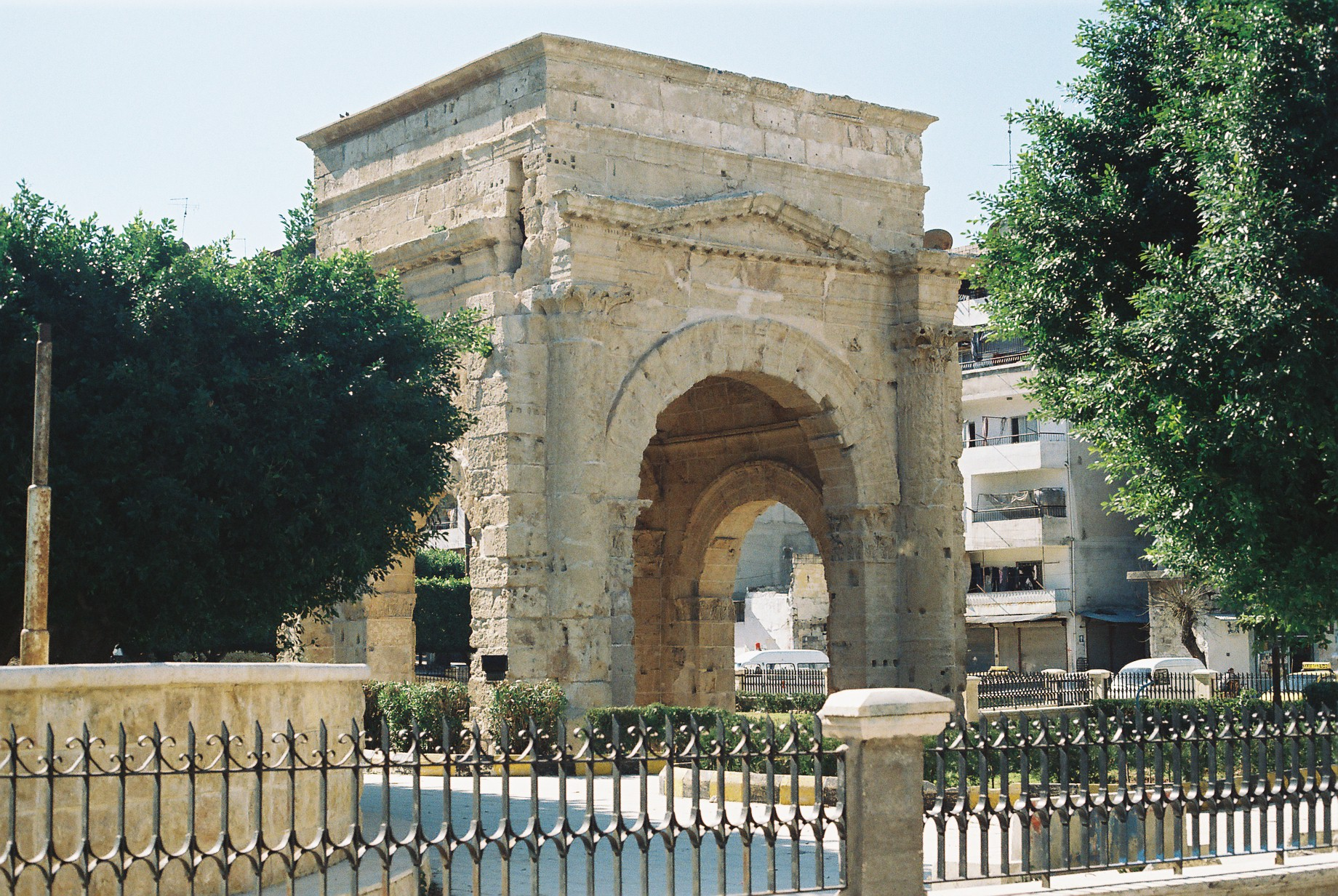
قوس النصر

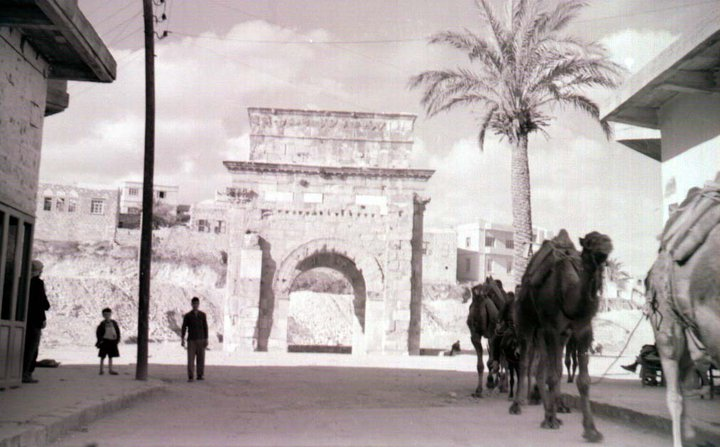
قوس النصر في منطقة الصليبة بداية القرن العشرين.

قوس النصر من المعالم في مدينة اللاذقية في سوريا. يقع جنوب مدينة اللاذقية في حي الصليبة يحده من الشمال الغربي حي الكاملية ومن الشمال حي الصباغين والشيخ ضاهر ومن الشرق حي الأشرفية.

## التسمية
وقد سمي بهذا الاسم لأن الصليبين احتلوا مساكنه حتى حررها صلاح الدين الأيوبي.
يطلق عليه السكان المحليون اسماً أو لقباً آخر هو الكنيسة المعلقة، ويسمى أيضا القوس المربع.

## بناؤه
في القرن الثاني الميلادي عام 194م نشب نزاع شديد على عرش روما بين قائد اسمه سينيوس نيجر وقائد اسمه سبتيوس سفيروس , وقد انحازت اللاذقية لهذا الأخير, إلا أن منافسه احتلها و خربها, وبعد أن انتصر سيفروس عليه أراد أن يكافئ المدينة على موقفها, ومما قام به بناء القوس الكبير هذا، ولهذا يطلق الناس عليه قوس النصر حتى يومنا هذا.
وهو مبني من الحجارة الرملية على شكل مربع بطول ضلع 12 متر وارتفاع 16 متر، تعلوه قبة نصف كروية، في حين زخرفت الوجوه الداخلية والخارجية، منحوتات ونقوش نافرة تمثل شارات النصر، وسيوف وتروس وخوذ ورماح هي عتاد المحاربين خلال الفترة الرومانية.
و يتألف من أربع فتحات تختلف في اتساعها من جهة إلى جهة, وفوق كلّ فتحة عقد حجري متقن يرتكز أسفل كل عقد على عمود. وفوق الأعمدة تيجان كورنثيّة تحمل نضداً مزينة بأفاريز وأطناف, ويلاحظ على أعمدة وجدران القوس آثار تشويه بفعل الزمن و التآكل الناتج عن رطوبة جو اللاذقية.
كان هذا القوس مطموراً في الأرض, واستخدم مدة طويلة كمسجد بعد أن سويت فتحاته بجدرانه, كما زحفت الأبنية السكنية عليه مما شوه منظره.

## حالته
قامت الدولة عند تجميل محلة الصليبة, بهدم الأبنية المجاورة للقوس, و إزالة الجدران التي كانت تسد فتحاته و رممت أجزاء بسيطة منه, فعاد إليه شكله الأصلي و رونقه القديم, ولكنه بقي كما كان تحت مستوى الأرض بنحو مترين، كما تم تجميله حيث بني حوله حديقة عامة صغيرة الحجم.